# Hervé Gonsard
Hervé Gonsard (né le 21 décembre 1966) est un dirigeant d'entreprise publique, directeur général des ressources humaines de la Banque de France.

## Biographie
Diplômé de l’Institut d’Études Politiques de Paris et de l’université Paris IX-Dauphine en gestion des organismes financiers et bancaires, Hervé Gonsard entre à la Banque de France en 1991.
Tout d’abord adjoint de direction à la succursale de Nancy, puis au secrétariat général de la Commission bancaire, il devient en 1998 attaché financier et représentant de la Banque de France à l’Ambassade de France au Japon. 
À son retour en 2001, il est adjoint au chef de service de la zone franc, puis gestionnaire de la carrière des cadres à la direction générale des ressources humaines.
Il est ensuite nommé directeur de cabinet du gouverneur, poste qu’il occupe durant les deux mandats de Christian Noyer entre 2003 et 2015.
En octobre 2015, il devient directeur général de l’Institut d'Émission des Départements d'Outre-mer & Institut d'Émission d'Outre-mer (IEDOM-IEOM). Depuis le 1er janvier 2017, il est Président de l'IEDOM devenu filiale de la Banque de France.
En avril 2017, il est nommé, par le Gouverneur François Villeroy de Galhau, directeur général des ressources humaines de la Banque de France .
Hervé Gonsard a enseigné à l’université Paris III Sorbonne-Nouvelle, Paris IX-Dauphine et à l’IEP de Strasbourg. 
L’intérêt d’Hervé Gonsard pour le Japon, est resté important et il est membre du conseil de gestion de la Fondation France-Japon de l’EHESS qui a pour mission d’encourager et de promouvoir les échanges intellectuels entre ces deux pays.
Passionné d’histoire et d’arts, Hervé Gonsard favorise, au sein de la Banque de la France, les partenariats et les mécénats artistiques et musicaux.

## Décorations
- Chevalier de l'Ordre national du Mérite[8]
- Chevalier de la Légion d'honneur [9]